# St. Michael (Tunsel)

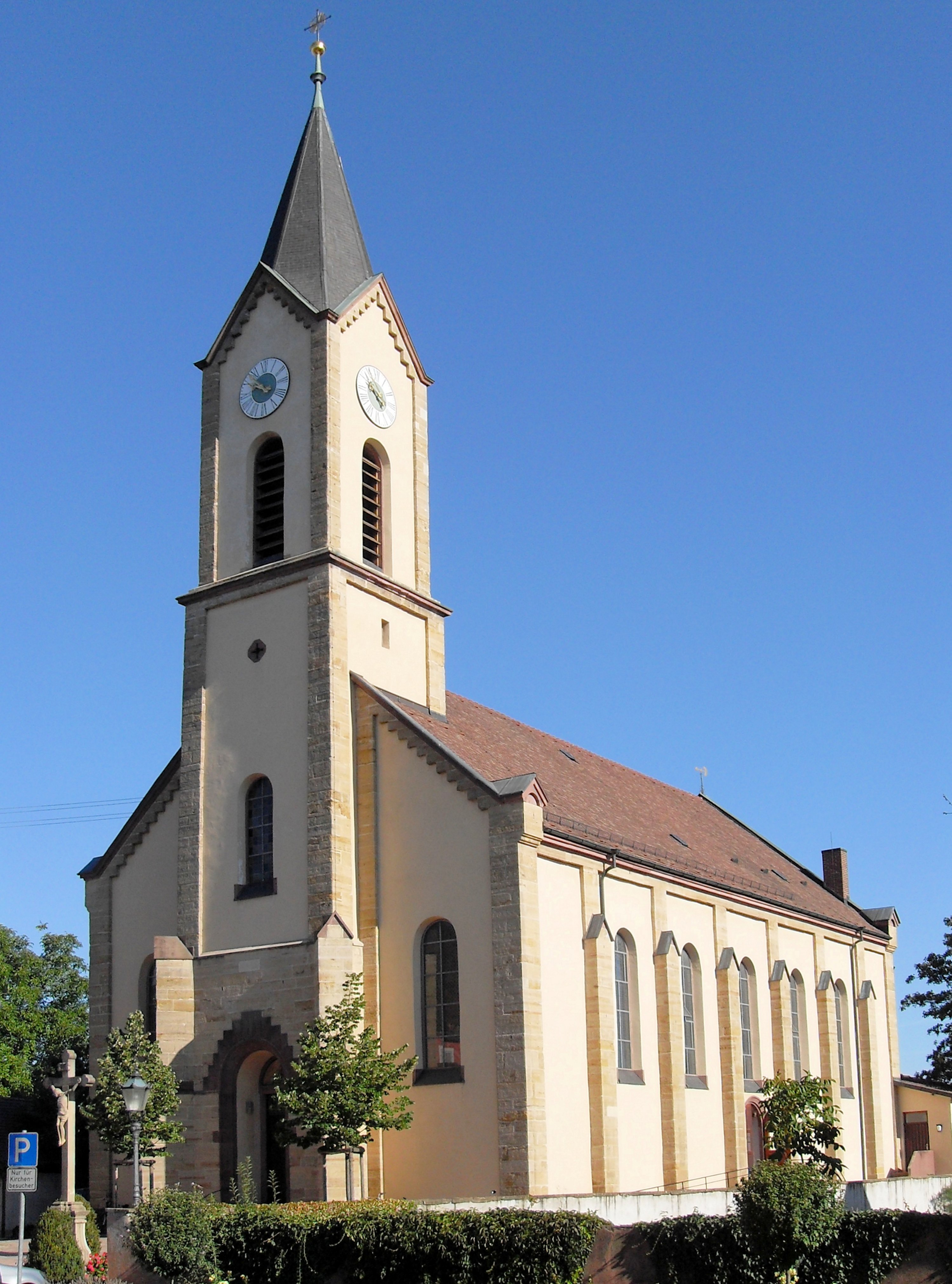
St. Michael in Tunsel

Die römisch-katholische Pfarrkirche St. Michael steht in Tunsel, einem Ortsteil der Stadt Bad Krozingen im Landkreis Breisgau-Hochschwarzwald in Baden-Württemberg. Die Kirchengemeinde gehört zur Seelsorgeeinheit Bad Krozingen-Hartheim im Dekanat Breisach-Neuenburg der Erzdiözese Freiburg. Das Bauwerk ist beim Landesamt für Denkmalpflege Baden-Württemberg als Baudenkmal eingetragen.

## Geschichte
Bereits 860 wird eine Kirche in villa Tonsol erwähnt. Von 1185 bis zum Jahr 1806, war Tunsel Patronatspfarrei des Klosters St. Trudpert. Eine Barockkirche wurde 1414–1724 erbaut. Weil diese im 19. Jahrhundert zu wenig Platz bot, wurde 1851–1857 in deren Nähe ein neues Gotteshaus im neugotischen Stil errichtet. 1959 wurde die Kirche renoviert; auch in den Jahren 1988–1992 wurde eine Außen- und Innenrenovierung durchgeführt.

## Beschreibung

### Architektur
Die Saalkirche besteht aus einem Langhaus, dessen Joche in den Außenwänden von Strebepfeilern gestützt werden. Der eingezogene, dreiseitig geschlossene Chor steht im Norden, der dreigeschossige Fassadenturm auf quadratischem Grundriss mit einem achtseitigen spitzen Helm im Süden. 

### Glocken
Das oberste Turmgeschoss beherbergt den Glockenstuhl, in dem vier Kirchenglocken aus Bronze hängen. Unter den vier Giebeln des Fassadenturms befinden sich die Zifferblätter der Turmuhr.
| Glocke | Name               | Gießer                               | Gussjahr | Durchmesser | Gewicht   | Schlagton |
| ------ | ------------------ | ------------------------------------ | -------- | ----------- | --------- | --------- |
| 1      | Hl. Dreifaltigkeit | Karlsruher Glockengießerei           | 1994     | 1225 mm     | ≈ 1050 kg | e‘+6      |
| 2      | Hl. Maria          | Karlsruher Glockengießerei           | 1994     | 1055 mm     | 0≈ 710 kg | g‘+6      |
| 3      | Hl. Michael        | Karlsruher Glockengießerei           | 1994     | 0935 mm     | 0≈ 500 kg | a‘+7      |
| 4      | Schutzengel        | Glockengießerei Grüninger, Villingen | 1920     | 0755 mm     | 00220 kg  | c"+7      |

Alle Glocken sind in das Schlagwerk der Turmuhr einbezogen. Glocke 1 schlägt die vollen Stunden, die anderen Glocken übernehmen den Viertelstundenschlag.

### Inneres
Die Innenräume von Langhaus und Chor sind mit Kassettendecken überspannt. Langhaus und Chor sind durch einen halbrunden Chorbogen deutlich voneinander getrennt. Die Ausmalung des Innenraums erfolgte 1892 durch Carl Philipp Schilling. An der Decke des Langhauses sind Medaillons mit den Evangelistensymbolen angebracht. Die Tunseler Kirche gilt als eine der wenigen Kirchen in Baden-Württemberg, deren ursprüngliche Ausmalung aus dem 19. Jahrhundert nie übermalt wurde.
Der neugotische Hochaltar wurde 1896 von Franz Joseph Simmler errichtet. Die bei Öffnung der Flügel zu sehenden vier geschnitzten und farbig gefassten Felder zeigen das letzte Abendmahl, die Grablegung Christi, seine Auferstehung und die Himmelfahrt. Die barocken Seitenaltäre wurden aus der vorigen Kirche übernommen. 

### Orgel
Die Orgel auf der Empore im hinteren Teil der Kirche wurde 1894 von Friedrich Wilhelm Schwarz als Opus 71 gebaut. Sie verfügt über 16 Register, verteilt auf zwei Manuale und Pedal. Die Werkstatt Fischer + Krämer Orgelbau nahm später Veränderungen an der Disposition und an der Windanlage vor.